# Залізниця Калка-Шімла
Залізни́ця Ка́лка-Ші́мла (англ. Kalka-Shimla Railway) — залізниця ширини колії 763 мм, що сполучає міста Калка і Шімла в Індії (штат Гімачал-Прадеш). Вона відома захоплюючими видами та значною крутизною на всій довжині 96 км. Разом з іншими гірськими залізницями, з 2008 року вона становить об'єкт Свтової спадщини ЮНЕСКО.
| Індія | Це незавершена стаття з географії Індії. Ви можете допомогти проєкту, виправивши або дописавши її. |

1. ↑  * Назва в офіційному англомовному списку